# Knoppenburg

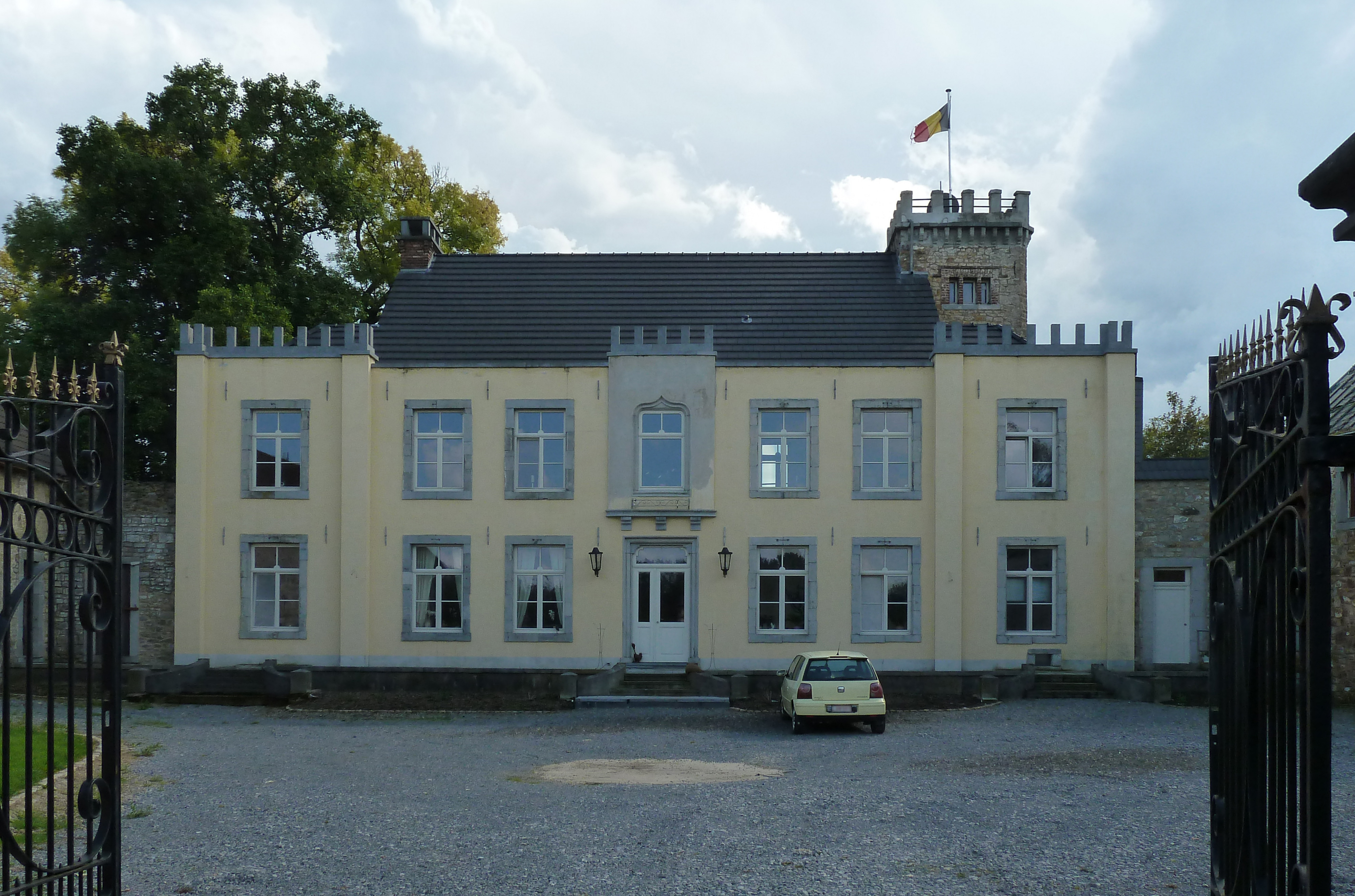
Das Herrenhaus der Knoppenburg

Die Knoppenburg, seltener auch Schloss Knoppenburg genannt, ist ein ehemaliger Gutshof mit klassizistischem Herrenhaus am westlichen Ortsrand des zu Raeren gehörenden Weilers Neudorf im deutschsprachigen Gebiet Belgiens.
Den Namen besitzt das Anwesen von zwei Zwiebeltürmen, deren Dächer an Knospen erinnern und die in der Raerener Mundart „Knop“ genannt werden. Die Anlage steht seit dem 17. November 1989 unter Denkmalschutz.

## Geschichte
Die genauen Anfänge des Gutes sind nicht bekannt. Das Anwesen wurde wahrscheinlich im 16. Jahrhundert von dem größeren Gut Belven abgetrennt und gehörte anfänglich Bertolf von Belven. Damals wurde das Gut noch „Hof op der Heyde“ genannt. Im Jahr 1615 schenkte Simon Bertolf von Belven den Besitz Wilhelm Vischer (auch Fischer geschrieben) und seinem Sohn Leonard. Dieser erweiterte den Gutshof mit den heute noch erhaltenen Wirtschaftsflügeln und runden Ecktürmen. Außerdem erwarb er die Herrlichkeiten Eupen und Stockem.
Anfang des 18. Jahrhunderts war die Familie Vischer finanziell ruiniert und dazu gezwungen, die Knoppenburg zu verkaufen. Sie gelangte an Lambert Xaver Lambertz, den Intendanten der Provinz Limburg und späteren Bürgermeister der Reichsstadt Aachen. Er war einer der Gläubiger der Familie. Nach seinem Tod war die Anlage 1717 zunächst Gemeinschaftseigentum seiner Kinder. Der Sohn Karl Johann Wilhelm Lambertz übernahm den Besitz als Alleininhaber und vermachte ihn in der zweiten Hälfte des 18. Jahrhunderts Peter Joseph Ignatz de Lassaulx (auch de La Saulx geschrieben), dem Sohn eines Verwandten. Lassaulx war Präsident des Malmedyer Amtsgerichts und später Rat am Kölner Appellationsgerichtshof. Seine Familie errichtete im 18. Jahrhundert ein neues Wohngebäude und veränderte die Fassaden sowie die Türme der Wirtschaftsflügel.
Bei seinem Tod im Jahr 1831 hinterließ Peter Joseph Ignatz de Lassaulx die Knoppenburg Josephine Katherine Theresia Henriette, seiner einzigen Tochter aus der zweiten Ehe mit Henriette Marguerite Thérèse dʼOutrelepont. Sie heiratete 1874 Maximilian Hubert Joseph von Heinsberg. Das Paar wurde von ihrer gemeinsamen Tochter Maria Theresia Hubertine beerbt. Sie brachte das Anwesen durch ihre Heirat am 23. Oktober 1875 mit Adolf Karl Franz Hubert von Blankart an diese Familie und wurde schließlich von ihrer Tochter Martha Maria beerbt. Diese verkaufte das Gut am 24. Dezember 1936 an Joseph Heinrich Wilhelm van Laar.
Mitte der 1980er Jahre dachte die Gemeinde Raeren daran, in der Anlage eine Jugendherberge einzurichten. Bis zu jenem Zeitpunkt standen lediglich die Landschaft rund um das Anwesen und die beiden Rundtürme unter Denkmalschutz. Weil die Bezuschussung zu den mit der Jugendherberge verbundenen Bauarbeiten höher ausgefallen wäre, wurde der Schutz auf den Gesamtkomplex ausgedehnt. Der Ankauf der Knoppenburg durch die Gemeinde scheiterte jedoch. 1996 war angedacht, den Schutz wieder zu lockern, um Eigentümern die Instandsetzung der mittlerweile heruntergekommenen Gebäude zu erleichtern, doch dies verlief im Sande. Die mit dem Denkmalschutz verbundenen, hohen Bauauflagen waren dann der Grund dafür, dass die nach einem 1998 erfolgten Besitzerwechsel begonnenen Sanierungs- und Restaurierungsarbeiten nicht beendet wurden, sondern die Anlage ab 2008 wieder zum Verkauf stand. Die neuen Eigentümer setzen die Arbeiten ab 2009 fort.

## Beschreibung

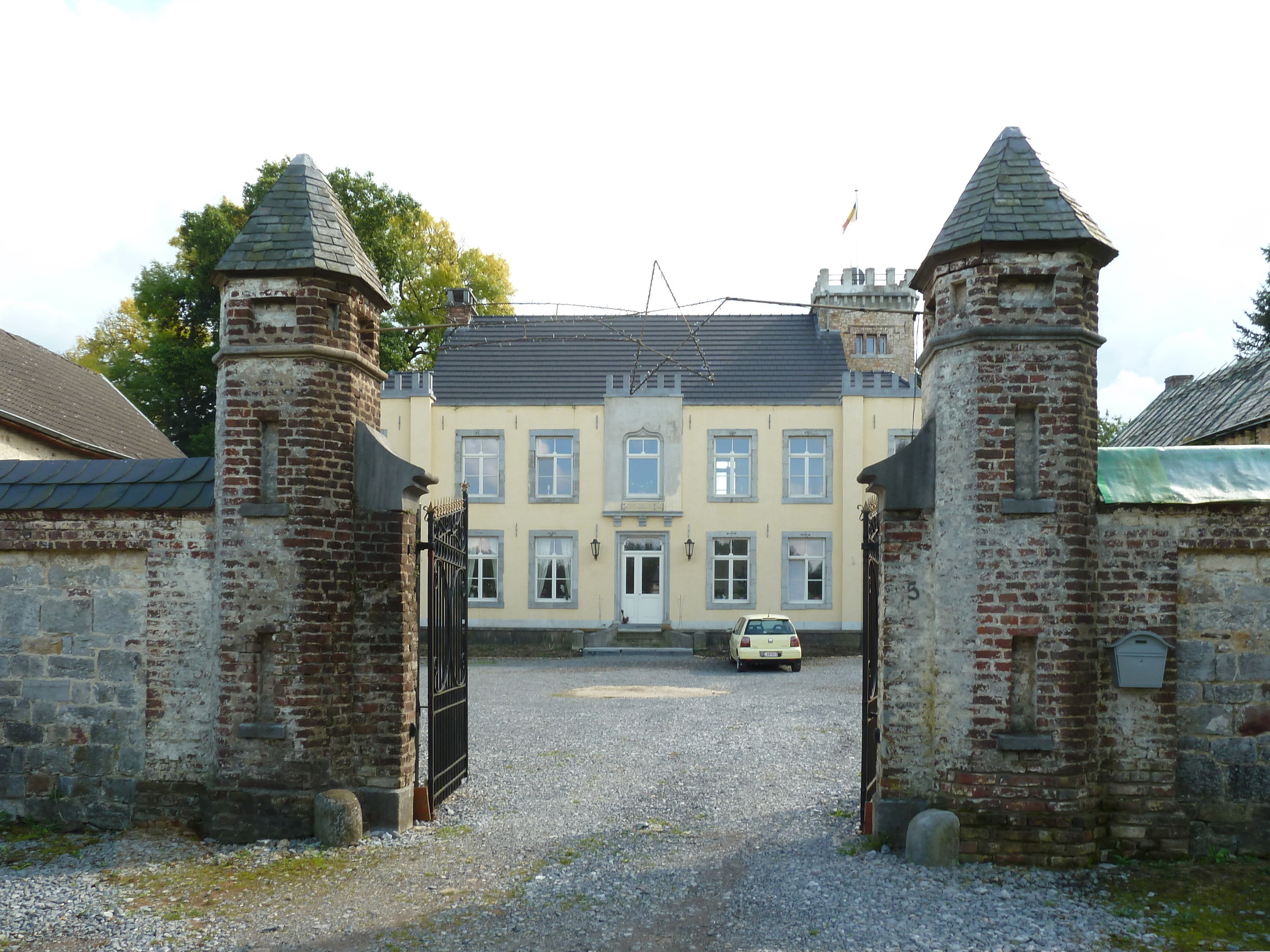
Tor und dahinter liegendes Herrenhaus der Knoppenburg

Die Anlage ist ein dreiflügeliger Gebäudekomplex am Ende einer rund 200 Meter langen Kastanienallee. Am Anfang dieser Allee liegt ein zur Knoppenburg gehörender landwirtschaftlicher Betrieb. Die drei Trakte der Knoppenburg bilden eine U-Form, die zur Straße nach Nordwesten offen ist. Der von ihnen umgebene Hof ist an dieser Seite von einer Mauer aus Sandbruchstein und Ziegeln abgeschlossen. In ihrer Mitte befindet sich das schmiedeeiserne Zufahrtstor zwischen zwei polygonalen Türmchen mit schiefergedeckten Helmen. Es stammt aus dem 19. Jahrhundert.

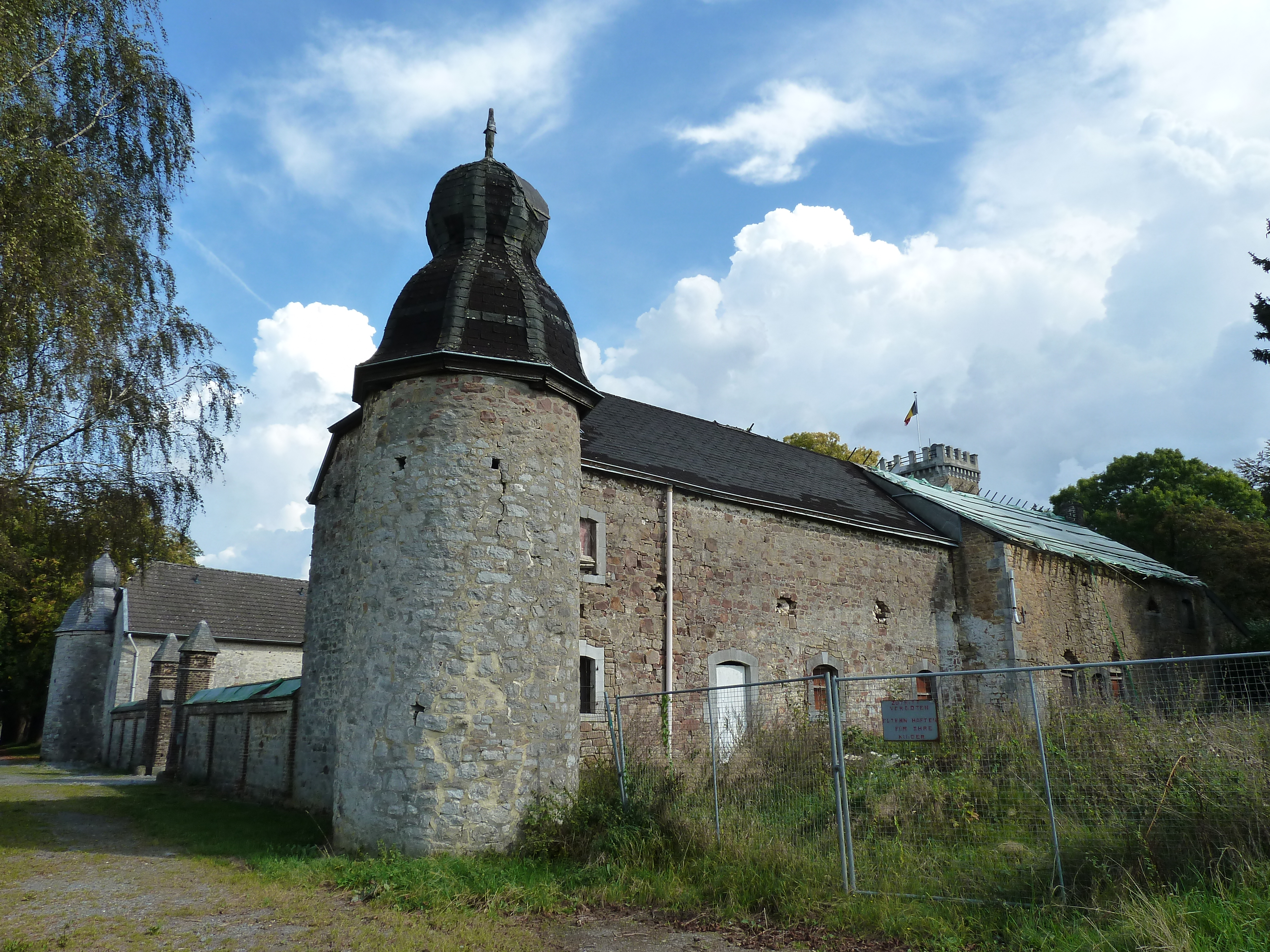
Südwestlicher Wirtschaftsflügel der Knoppenburg

Die älteste Bausubstanz findet sich in den beiden Wirtschaftsflügeln im Nordosten und Südwesten. Sie stammen im Kern aus dem 16. Jahrhundert und dienten früher als Stallungen, Lager sowie als Unterkünfte für das Gesinde. Ihr Mauerwerk besteht aus Bruchstein. Der Südwestflügel weist eine rundbogige Wageneinfahrt mit monolithischen Blausteinpfeilern auf. Die Fenster des Nordostflügels, der zahlreiche Maueranker in S-Form besitzt, sind stichbogig und von einem mittigen Keilstein abgeschlossen. Das Krüppelwalmdach des nordwestlichen Trakts ist mit Dachziegeln gedeckt, während das Dach des südwestlichen Flügels eine Schindeldeckung besitzt. An den westlichen Stirnseiten der Wirtschaftsflügel – und damit an der Nord- und Westecke des Anwesens – stehen zwei Rundtürme aus Blaubruchstein, die teilweise mit Sandbruchstein ausgebessert worden sind. Ihre schindelgedeckten Zwiebelhauben sind von Wetterfahnen bekrönt, die das Wappen der Familie Lassaulx zeigen. Sie künden davon, dass die Lassaulx die Türme im 18. Jahrhundert verändern ließen.
Die südöstliche Seite des Hofs wird von einem klassizistischen Herrenhaus aus dem 18. Jahrhundert eingenommen. Seine zwei Geschosse sind von einem schindelgedeckten, hohen Satteldach abgeschlossen. Die hofseitige, symmetrisch gestaltete Putzfassade ist durch große Fenster mit geraden Stürzen in sieben Achsen unterteilt. Das Mauerwerk des etwa 10 × 20 Meter messenden Gebäudes besteht zum Teil aus Bruchstein und zum Teil aus Ziegeln. Die rückwärtige, zum Park zeigende Fassade ist mit ihren Eckquaderungen etwas aufwändiger gestaltet. Sie zeigt fünf Achsen von stichbogigen Fenstern mit Blausteinlaibungen, wobei diejenigen des Obergeschosses niedriger als die des Erdgeschosses sind. Über der Eingangstür in der Mittelachse findet sich das Wappen der Familie Lassaulx und weist sie als Bauherrin aus. Der südlichen Kurzseite des Hauses ist ein fünfgeschossiger Vierecksturm vorgesetzt. Mit seinem Zinnenkranz ähnelt er dem Turm von Schloss Thor in Astenet. Sein Flachdach dient als Aussichtsterrasse.
Östlich des Herrenhauses liegt ein landschaftlich gestalteter Park mit alten Bäumen. Gemeinsam mit dem Gebäudeensemble nimmt er eine Fläche von rund 1,36 Hektar ein. Dies macht aber nur einen kleinen Teil des insgesamt rund 46 Hektar großen, zur Knoppenburg gehörenden Landbesitzes aus. Darin liegen unter anderem mehrere natürliche Weiher.